# Коронавірусна хвороба 2019 на Антигуа і Барбуді
Епідемія коронавірусної хвороби 2019 на Антигуа і Барбуді — це поширення пандемії коронавірусної хвороби 2019 на територію Антигуа і Барбуди. Перший випадок хвороби в країні зареєстровано 13 березня 2020 року. На 6 липня 2021 року в країні налічувалось 1265 підтверджених випадків хвороби, з яких 1222 одужали та 42 померли.

## Хронологія
13 березня 2020 року прем'єр-міністр країни Гастон Браун повідомив про першу підтверджений випадок COVID-19 на Антигуа і Барбуді. Прем'єр-міністр повідомив, що симптоми хвороби у цієї хворої з'явилися 11 березня. Жінка відвідала приватну лікарню, де медичні працівники провели тестування, надіславши зразки біоматеріалу до лабораторії Карибського агентства охорони здоров'я на Тринідаді для проведення тестування. Браун запевнив, що працівники охорони здоров'я ретельно відстежують всіх тих, з ким вона, ймовірно, контактувала. Гастон Браун повідомив, що єдиний карантинний заклад на Антигуа розпочне працювати з наступного тижня, а набори для тестування незабаром надійдуть до країни. Прем'єр-міністр закликав громадян дотримуватись запобіжних заходів, зокрема миття рук, уникати тісних фізичних контактів і великих груп. Прем'єр-міністр також заявив: «Ми ніколи не повинні панікувати, але повинні працювати колективно з впевненістю та вірою. Я залишаюсь впевненим, що своїми колективними зусиллями та за допомогою Бога ми подолаємо небезпеку COVID-19, і це теж пройде». Браун також повідомив громадянам країни, що ще одна підозра на COVID-19 дала негативний результат.
27 березня 2020 року уряд оголосив на території країни надзвичайний стан на два тижні з 28 березня по 11 квітня. Розпорядженням уряду було встановлено нічну комендантську годину з 20:00 до 6:00. Уряд також визначив служби, робота яких є життєво необхідною, та видав розпорядження про закриття закладів та підприємств, діяльність яких не є життєво важливою.
31 березня 2020 року уряд запровадив цілодобовову комендантську годину з 2 по 9 квітня. Під час комендантської години заборонялось пересування протягом дня усім жителям країни, крім покупки продуктів харчування або у випадку надзвичайних ситуацій.
9 квітня 2020 року уряд продовжив цілодобову комендантську годину до 16 квітня. Комендантську годину пізніше продовжили до 22 квітня, а пізніше ще до 14 травня. У квітні у країні зареєстровано три смерті.
15 травня 2020 року парламент країни продовжив надзвичайний стан до 31 липня.
1 червня 2020 року Антигуа та Барбуда поступово розпочала відкривати свої кордони для міжнародного транспортного сполучення. На першому етапі пасажирам, що прибувають до країни, дозволено пред'явити медичну довідку із негативним результатом тесту на COVID-19, зробленим протягом попередніх 48 годин. Відвідувачам без довідки про негативний результат тестування на COVID-19 дозволяється в'їзд за умови, що вони будуть перебувати на карантині у затвердженому готелі. Громадяни країни, які прибувають до країни без сертифіката, повинні відбути обов'язковий карантин. Перший рейс із закордонними відвідувачами країни прибув 4 червня.
Четверта смерть від коронавірусної хвороби в країні зареєстрована в листопаді 32020 року а п'ята — у грудні 2020 року.
7 січня 2021 року рада Барбуди повідомила про перший підтверджений випадок коронавірусної хвороби на острові Барбуда. 28 лютого 2021 року рада Барбуди повідомила про 5 випадків хвороби на острові.